# CD Alcains
El Clube Desportivo de Alcains es un equipo de fútbol de Portugal que juega en la Liga Regional de Castelo Branco, la quinta división de fútbol en el país.

## Historia
Fue fundado el 27 de julio de 1977 en la ciudad de Alcains del distrito de Castelo Branco y forma parte de la Asociación de Fútbol de Castelo Branco, por lo que puede participar en los torneos organizados por la asociación.
Su principal logro ha sido ganar el título de la desaparecida Tercera División de Portugal en la temporada 2002/03, así como varios torneos distritales, y también ha participado en algunas ocasiones en la Copa de Portugal.

## Palmarés
- Tercera División de Portugal: 1

2002/03
- Liga Regional de Castelo Branco: 8

1977/78, 1980/81, 1988/89, 2008/09, 2017/18, 2019/20, 2021/22, 2023/24
- Copa de Castelo Branco: 4

1980/81, 1986/87, 2008/09, 2014/15